# Ladislava Bakanic
Ladislava Bakanic   (Nova York, 3 de maig de 1924 - White Plains, 26 de febrer de 2021) va ser una gimnasta artística estatunidenca que va competir durant la dècada de 1940.
El 1948 va prendre part en els Jocs Olímpics de Londres, on guanyà la medalla de bronze en la competició del concurs complet per equips del programa de gimnàstica.